# Bellegarde (Tarn)
Bellegarde foi uma antiga comuna francesa na região administrativa de Occitânia, no departamento de Tarn. Estendia-se por uma área de 11,1 km². Em 2010 a comuna tinha 712 habitantes (densidade: 64,1 hab./km²).
Em 1 de janeiro de 2016, passou a fazer parte da nova comuna de Bellegarde-Marsal.